# Temporada 2015 de la Red Bull MotoGP Rookies Cup
La temporada 2015 de la Red Bull MotoGP Rookies Cup continuó con la búsqueda de futuros campeones del mundo. La temporada comenzó en el Circuito de Jerez el 3 de mayo y terminó el 27 de septiembre en la Ciudad del Motor de Aragón después de trece carreras.

## Calendario
| Calendario 2015 | Calendario 2015  | Calendario 2015 | Calendario 2015       | Calendario 2015       | Calendario 2015       | Calendario 2015 |
| Ronda           | Fecha            | Circuito        | Pole position         | Vuelta rápida         | Piloto ganador        | Fuente          |
| --------------- | ---------------- | --------------- | --------------------- | --------------------- | --------------------- | --------------- |
| 1               | 2 de mayo        | Jerez           | Bo Bendsneyder        | Fabio Di Giannantonio | Bo Bendsneyder        | [ 2 ]           |
| 1               | 3 de mayo        | Jerez           | Bo Bendsneyder        | Enzo Boulom           | Bo Bendsneyder        | [ 3 ]           |
| 2               | 26 de junio      | Assen           | Bo Bendsneyder        | Fabio Di Giannantonio | Bo Bendsneyder        | [ 4 ]           |
| 2               | 27 de junio      | Assen           | Bo Bendsneyder        | Bo Bendsneyder        | Bo Bendsneyder        | [ 5 ]           |
| 3               | 11 de julio      | Sachsenring     | Óscar Gutiérrez       | Bo Bendsneyder        | Bo Bendsneyder        | [ 6 ]           |
| 3               | 12 de julio      | Sachsenring     | Óscar Gutiérrez       | Fabio Di Giannantonio | Fabio Di Giannantonio | [ 7 ]           |
| 4               | 15 de agosto     | Brno            | Fabio Di Giannantonio | Marc García           | Fabio Di Giannantonio | [ 8 ]           |
| 4               | 16 de agosto     | Brno            | Fabio Di Giannantonio | Ayumu Sasaki          | Bo Bendsneyder        | [ 9 ]           |
| 5               | 29 de agosto     | Silverstone     | Bo Bendsneyder        | Raúl Fernández        | Bo Bendsneyder        | [ 10 ]          |
| 5               | 30 de agosto     | Silverstone     | Bo Bendsneyder        | Ayumu Sasaki          | Ayumu Sasaki          | [ 11 ]          |
| 6               | 12 de septiembre | Misano          | Bo Bendsneyder        | Marc García           | Bo Bendsneyder        | [ 12 ]          |
| 7               | 26 de septiembre | Aragón          | Rory Skinner          | Raúl Fernández        | Marc García           | [ 13 ]          |
| 7               | 27 de septiembre | Aragón          | Rory Skinner          | Fabio Di Giannantonio | Fabio Di Giannantonio | [ 14 ]          |

## Estadísticas

### Sistema de puntuación
Solo los 15 primeros suman puntos. El piloto tiene que terminar la carrera para recibir puntos.
| Posición | 1º | 2º | 3º | 4º | 5º | 6º | 7º | 8º | 9º | 10º | 11º | 12º | 13º | 14º | 15º |
| -------- | -- | -- | -- | -- | -- | -- | -- | -- | -- | --- | --- | --- | --- | --- | --- |
| Puntos   | 25 | 20 | 16 | 13 | 11 | 10 | 9  | 8  | 7  | 6   | 5   | 4   | 3   | 2   | 1   |

### Campeonato de pilotos
| Pos. | Piloto                | JER | JER | ASS | ASS | SAC | SAC | BRN | BRN | SIL | SIL | MIS | ARA | ARA | Pts |
| ---- | --------------------- | --- | --- | --- | --- | --- | --- | --- | --- | --- | --- | --- | --- | --- | --- |
| 1    | Bo Bendsneyder        | 1   | 1   | 1   | 1   | 1   | Ret | 2   | 1   | 1   | 3   | 1   | DNS | 9   | 243 |
| 2    | Fabio Di Giannantonio | 5   | 2   | 2   | 2   | 4   | 1   | 1   | Ret | 2   | 11  | Ret | 6   | 1   | 194 |
| 3    | Ayumu Sasaki          | 6   | Ret | 6   | 6   | 2   | Ret | 6   | 5   | 3   | 1   | 3   | 4   | 2   | 161 |
| 4    | Marc García           | 9   | 8   | 5   | 5   | 3   | 2   | 4   | 3   | Ret | Ret | 4   | 1   | 5   | 151 |
| 5    | Óscar Gutiérrez       | 2   | 6   | 3   | 3   | 5   | DNS | 5   | 2   | 5   | 5   | 10  | 8   | 8   | 148 |
| 6    | Enzo Boulom           | 8   | 5   | 4   | 4   | 9   | 6   | 8   | 4   | 6   | 2   | 7   | DNS | 10  | 128 |
| 7    | Raúl Fernández        | 16  | 16  | 9   | 7   | 12  | 4   | 3   | 7   | 4   | DNS | 2   | 2   | 6   | 121 |
| 8    | Olly Simpson          | 3   | 3   | Ret | DNS | 8   | 5   | 17  | Ret | 7   | Ret | 6   | 15  | 4   | 84  |
| 9    | Kaito Toba            | 4   | 9   | 10  | Ret | 7   | 3   | 7   | 6   | Ret | Ret | Ret | 7   | Ret | 79  |
| 10   | Rory Skinner          | 17  | 17  | 15  | 14  | 18  | 11  | Ret | 14  | 10  | 4   | 16  | 3   | 3   | 61  |
| 11   | Robert Schotman       | 10  | 13  | Ret | 10  | 11  | 9   | 10  | 13  | 12  | 9   | 9   | 14  | 11  | 61  |
| 12   | Rufino Florido        | 7   | 4   | 7   | 17  | Ret | Ret | 16  | 8   | Ret | Ret | Ret | 5   | 7   | 59  |
| 13   | Aleix Viu             | 13  | 11  | 8   | 20  | 6   | 7   | 11  | 9   | 19  | Ret | 5   | DNS | DNS | 58  |
| 14   | Mattia Casadei        | Ret | 10  | 14  | Ret | 14  | 8   | 9   | Ret | 9   | 8   | 8   | 12  | 16  | 52  |
| 15   | Makar Yurchenko       | 14  | 14  | 11  | 9   | 10  | 15  | Ret | Ret | 8   | 6   | 14  | 17  | 12  | 47  |
| 16   | Walid Soppe           | 11  | 7   | Ret | 13  | 17  | Ret | 13  | 10  | 11  | 7   | 15  | Ret | 20  | 41  |
| 17   | Martin Gbelec         |     |     | Ret | 11  | 13  | 17  | 14  | 11  | Ret | 10  | 11  | 9   | 13  | 36  |
| 18   | Bruno Ieraci          | 12  | 12  | 13  | 8   | Ret | 10  | DNS | DNS |     |     | 12  | DNS | 15  | 30  |
| 19   | Patrik Pulkkinen      | 15  | 19  | 12  | 12  | 16  | 13  | 12  | Ret | 15  | 13  | 17  | 10  | 14  | 28  |
| 20   | Omar Bonoli           | Ret | 15  | Ret | 15  | 15  | 12  | 15  | 12  | 14  | Ret | 13  | 11  | 17  | 22  |
| 21   | Martin Vugrinec       | Ret | 20  | 18  | Ret | 22  | 14  | 19  | 15  | 13  | 12  | 21  | 13  | Ret | 13  |
|      | Mykyta Kalinin        | 19  | Ret | 17  | 18  | 21  | Ret | 18  | 16  | 18  | Ret | 20  | 16  | 18  | 0   |
|      | Gabriel Hernández     | 18  | 18  | Ret | 16  | 20  | 16  | Ret | 18  | 17  | Ret | 18  | Ret | Ret | 0   |
|      | Emanuel Aguilar       | Ret | Ret | 16  | 19  | 19  | 18  | 20  | 17  | 16  | Ret | 19  | 18  | 19  | 0   |
| Pos. | Piloto                | JER | JER | ASS | ASS | SAC | SAC | BRN | BRN | SIL | SIL | MIS | ARA | ARA | Pts |

| Color     | Resultado                                                               |
| --------- | ----------------------------------------------------------------------- |
| Oro       | Ganador                                                                 |
| Plata     | 2.ª plaza                                                               |
| Bronce    | 3.ª plaza                                                               |
| Verde     | Finalizó en los puntos                                                  |
| Azul      | Finalizó sin puntos                                                     |
| Azul      | NC - No clasificado                                                     |
| Violeta   | Ret - No terminó (Carrera)                                              |
| Rojo      | DNQ - No se clasificó                                                   |
| Negro     | DSQ - Descalificado                                                     |
| Blanco    | DNS - No empezó (carrera)                                               |
| Blanco    | WD - Retirado (fin de semana)                                           |
| Blanco    | C - Carrera cancelada                                                   |
| Sin color | DNP - Inscrito pero no participó                                        |
| Sin color | INJ - Lesionado                                                         |
| Sin color | EX - Excluido                                                           |
| Estado    | Resultado                                                               |
| Negrita   | Pole position                                                           |
| Cursiva   | Vuelta rápida                                                           |
| †         | Abandona, pero clasifica al completar el porcentaje requerido para ello |

## Pilotos
| Pilotos 2015 | Pilotos 2015          | Pilotos 2015 |
| No.          | Piloto                | Rondas       |
| ------------ | --------------------- | ------------ |
| 4            | Patrik Pulkkinen      | 1-7          |
| 9            | Robert Schotman       | 1-7          |
| 13           | Martin Gbelec         | 2–7          |
| 14           | Bruno Ieraci          | 1–4, 6–7     |
| 16           | Emanuel Aguilar       | 1-7          |
| 19           | Rufino Florido        | 1-7          |
| 20           | Omar Bonoli           | 1-7          |
| 21           | Fabio Di Giannantonio | 1-7          |
| 22           | Mykyta Kalinin        | 1-7          |
| 23           | Raúl Fernández        | 1-7          |
| 27           | Mattia Casadei        | 1-7          |
| 29           | Gabriel Hernandez     | 1-7          |
| 37           | Walid Soppe           | 1-7          |
| 41           | Marc García           | 1-7          |
| 44           | Martin Vugrinec       | 1-7          |
| 45           | Olly Simpson          | 1-7          |
| 64           | Bo Bendsneyder        | 1-7          |
| 67           | Kaito Toba            | 1-7          |
| 69           | Rory Skinner          | 1-7          |
| 71           | Ayumu Sasaki          | 1-7          |
| 76           | Makar Yurchenko       | 1-7          |
| 81           | Aleix Viu             | 1-7          |
| 96           | Óscar Gutiérrez       | 1-7          |
| 99           | Enzo Boulom           | 1-7          |